# 朱恩鈼
沅陵庄恪王朱恩鈼（1463年—1503年6月16日），明朝沅陵昭安王朱豪塶嫡次子，母亲是王妃杨氏。沅陵宣穆王朱恩铈的胞弟。

## 生平
朱恩鈼于天顺八年（1464年）六月与朱恩铈同获赐名。成化十三年（1477年）封鎮國將軍。
弘治十年（1497年）七月，朱恩铈去世。弘治十三年（1500年）十月，明孝宗御奉天殿传诏遣懷寧侯孫泰、陽武侯薛倫、崇信伯費柱、彰武伯楊質、興安伯徐盛、南寧伯毛良、武平伯陳勛、懷柔伯施瓚、成安伯郭寧、武進伯朱潔、都察院右副都御史顧佐為正使，尚寶司司丞崔璿、吏科給事中周璽、兵科給事中王承裕、刑科給事中任良弼、工科右給事中李祿、中書舍人尹雄、劉鈗、吏部員外郎馮蘭、戶部員外郎張定、工部員外郎宋愷、鴻臚寺左寺丞丁鳳為副使，持節冊封朱恩鈼為沅陵王，夫人鍾氏為沅陵王妃。
弘治十六年（1503年）五月，朱恩鈼去世。孝宗闻讯，輟朝一日，按制度賜祭葬，谥莊恪。
正德八年（1513年）五月，朱恩鈼的嫡五子朱宠涞受册袭封。

## 家庭

### 妻妾
- 王妃鍾氏

### 子孙
- 嫡长子：朱寵𣶏，弘治二年（1489年）八月赐名，[9]早夭
- 嫡五子：沅陵荣简王朱宠涞

## 评价
- 《弇山堂别集》卷073：履正志和，温恭朝夕。